# Gaseosas Glacial-Selle Italia/1996
Deze pagina geeft een overzicht van de Gaseosas Glacial-Selle Italia-wielerploeg in 1996.

## Algemeen
Sponsors: Gaseosas Glacial (gasbedrijf), Selle Italia (fietszadelmerk)
Teammanager: Roberto Sánchez
Ploegleiders: Gianni Savio, Leonardo Levati, Piero Pieroni
Fietsmerk: Daccordi

## Renners
| Naam                   | Geboortedatum | Nationaliteit | Ploeg 1995                  |
| ---------------------- | ------------- | ------------- | --------------------------- |
| Henry Alfonso Perez    | 28-01-1969    | Colombia      | Neo                         |
| Elkin Barrera          | 06-07-1971    | Colombia      | Gaseosas Glacial            |
| Víctor Becerra         | 25-09-1972    | Colombia      | Neo                         |
| Valter Bonča           | 17-03-1978    | Slovenië      | ZG Mobili-Selle Italia      |
| Luciano Bonilla        | 28-03-1967    | Colombia      | Gaseosas Glacial            |
| Carlos Cabrera         | 28-11-1973    | Colombia      | Neo                         |
| Angel Camargo          | 22-05-1967    | Colombia      | Kelme-Sureña                |
| Henry Cardenas         | 30-10-1965    | Colombia      | Gaseosas Glacial            |
| Roberto Caruso         | 23-05-1967    | Italië        | ZG Mobili-Selle Italia      |
| Antonio Fanelli        | 29-05-1966    | Italië        | Amore & Vita-Galatron       |
| Damien Forster         | 02-05-1973    | Australië     | Sportscover                 |
| Fulvio Frigo           | 22-03-1973    | Italië        | Neo                         |
| Stefano Giraldi        | 01-05-1968    | Italië        | San Marco Group (tot 10-05) |
| Eduardo Hernandez      | 09-05-1969    | Colombia      | Neo                         |
| Jacques Jolidon        | 14-07-1969    | Zwitserland   | Univag-Condor-Blacky        |
| Uberlino Mesa          | 12-06-1971    | Colombia      | Neo                         |
| Nicola Miceli          | 28-05-1971    | Italië        | Carrera Jeans-Tassoni       |
| Armando-Isaac Moreno   | 08-08-1967    | Colombia      | Gaseosas Glacial            |
| Roberto Moretti        | 26-01-1970    | Italië        | Neo                         |
| Victor Niño            | 06-04-1973    | Colombia      | Neo                         |
| Jairo Obando           | 26-02-1969    | Colombia      | Gaseosas Glacial            |
| Israel Ochoa           | 26-08-1964    | Colombia      | Gaseosas Glacial            |
| Hugo Ferney            | 25-11-1974    | Colombia      | Neo                         |
| Walter Pedroni         | 14-03-1970    | Italië        | San Marco Group (tot 10-05) |
| Jairo Pérez            | 24-03-1973    | Colombia      | Neo                         |
| Federico Profeti       | 25-06-1972    | Italië        | Neo                         |
| Mirko Puglioli         | 16-08-1973    | Italië        | Stagiair                    |
| Fabio Hernán Rodríguez | 21-09-1966    | Colombia      | Gaseosas Glacial            |
| Nelson Rodriguez       | 16-11-1965    | Colombia      | ZG Mobili-Selle Italia      |
| Celio Roncancio        | 12-03-1966    | Colombia      | Gaseosas Glacial            |
| Johny Ruiz             | 11-06-1971    | Colombia      | Neo                         |
| Miguel Sanabria        | 20-09-1967    | Colombia      | Gaseosas Glacial            |
| Alvaro Sierra          | 04-04-1967    | Colombia      | Gaseosas Glacial            |

## Overwinningen
GP Chiasso
Federico Profeti
Clasico RCN
1e etappe: Israel Ochoa
2e etappe: Henry Cardenas
Eindklassement: Israel Ochoa
GP de Genève
Federico Profeti
Ronde van Colombia
5e etappe: Carlos Cabrera
6e etappe: Miguel Sanabria
10e etappe: Elkin Barrera
Eindklassement: Miguel Sanabria
Ronde van Slovenië
1e etappe: Stefano Giraldi
Nationale kampioenschappen
Colombia (wegwedstrijd): Celio Roncancio
Ronde van Portugal
7e etappe: Roberto Moretti
1996 · 1997 · 1998 · 1999 · 2000 · 2001 · 2002 · 2003 · 2004 · 2005 · 2006 · 2007 · 2008 · 2009 · 2010 · 2011 · 2012 · 2013 · 2014 · 2015 · 2016 · 2017 · 2018 · 2019 · 2020 · 2021 · 2022